# بالوما دوارتي
بالوما دوارتي (بالبرتغالية: Paloma Duarte‏) هي ممثلة برازيلية، ولدت في 21 مايو 1977 في ساو باولو في البرازيل.

## وصلات خارجية
- بالوما دوارتي على موقع IMDb (الإنجليزية)
- بالوما دوارتي على موقع قاعدة بيانات الفيلم (الإنجليزية)